# Michael Böckler
Michael Böckler (* 2. Oktober 1949 in Berlin) ist ein deutscher Schriftsteller und Journalist.

## Leben
Böckler studierte an der Ludwig-Maximilians-Universität in München Kommunikationswissenschaften, Soziologie und Theaterwissenschaft. Nach dem Magisterstudium war er Mitbegründer und Gesellschafter einer Kommunikationsagentur, für die er bis in die 2010er Jahre tätig war. Gleichzeitig veröffentlichte er als freiberuflicher Journalist Artikel mit den Schwerpunkten Werbung und Marketing sowie Medizin. Zusammen mit Regine Leitner arbeitete er an der von ARD alpha ausgestrahlten Fernsehdokumentation Essen verändert die Welt und entwickelte einen digitalen Weinführer.
Michael Böckler wohnt in München.

## Buchautor
1997 veröffentlichte Michael Böckler mit Sturm über Mallorca seinen ersten Roman im Verlag Droemer Knaur. Darin verband er eine unterhaltsame Krimihandlung mit touristischen Informationen. Dem Konzept blieb er mit weiteren Büchern treu, die darüber hinaus eine kulinarische Note haben (mit Rezepten und Weinführer im Anhang). Schauplätze sind u. a. Mallorca, die Toskana, Piemont, Veneto und Frankreich.
Ab 2012 veröffentlichte Böckler eine Krimireihe im Rowohlt Verlag, die in Südtirol spielt. Hauptfigur ist ein exzentrischer Baron, Emilio von Ritzfeld-Hechenstein, der als Ermittler tätig ist – aber seine Zeit lieber mit der Verkostung von Weinen verbringt. Der Anhang der Romane enthält stets einen Südtirol-Weinführer und Restaurantempfehlungen.
Daneben verfasste Michael Böckler kulinarische Kurzkrimis, die als Hörbücher und E-Books sowie in Anthologien veröffentlicht wurden.

## Werke
- Tödlich im Abgang: Ein Wein-Krimi aus Südtirol. Rowohlt, Hamburg 2020, ISBN 978-3-499-27350-6.
- Falscher Tropfen: Ein Wein-Krimi aus Südtirol. Rowohlt, Reinbek bei Hamburg 2018, ISBN 978-3-499-27349-0.
- Mörderischer Jahrgang: Ein Wein-Krimi aus Südtirol. Rowohlt, Reinbek bei Hamburg 2016, ISBN 3-499-27177-X.
- Mord in bester Lage: Ein Wein-Krimi aus Südtirol. Rowohlt, Reinbek bei Hamburg 2014, ISBN 3-499-26772-1.
- Tod oder Reben: Ein Wein-Krimi aus Südtirol. Rowohlt, Reinbek bei Hamburg 2012, ISBN 3-499-25865-X.
- Mord mit 3 Sternen. Droemer-Knaur, München 2009, ISBN 3-426-19835-5.
- Tödlicher Tartufo. Droemer-Knaur, München 2007, ISBN 3-426-19745-6.
- Vino Criminale. Droemer-Knaur, München 2005, ISBN 3-426-19694-8.
- Sterben wie Gott in Frankreich. Droemer-Knaur, München 2003, ISBN 3-426-19596-8.
- Nach dem Tod lebt es sich besser. Droemer-Knaur, München 2002, ISBN 3-426-19595-X.
- Verdi hören und sterben. Droemer-Knaur, München 2001, ISBN 3-426-19545-3.
- Wer stirbt schon gerne in Italien? Droemer-Knaur, München 1999, ISBN 3-426-19499-6.
- Sturm über Mallorca. Droemer-Knaur, München 1997, ISBN 3-426-60694-1.